# Episodi di Wander (seconda stagione)
La seconda stagione di Wander è in onda in prima visione sul canale Disney XD dal 3 agosto 2015.
In Italia andrà in onda 8 febbraio 2016 su Disney XD.
| n* | Titolo originale           | Titolo italiano                  | Prima TV USA      | Prima TV Italia  |
| -- | -------------------------- | -------------------------------- | ----------------- | ---------------- |
| 1  | The Greater Hater          | Il più cattivo dei super-cattivi | 3 agosto 2015     | 8 febbraio 2016  |
| 2  | The Big Day                | Il grande giorno                 | 10 agosto 2015    | 9 febbraio 2016  |
| 3  | The Breakfast              | La colazione                     | 10 agosto 2015    | 9 febbraio 2016  |
| 4  | The Fremergency Frontract  | Il contatto in caso di emergenza | 17 agosto 2015    | 10 febbraio 2016 |
| 5  | The Boy Wander             | Super Wander                     | 17 agosto 2015    | 10 febbraio 2016 |
| 6  | The Wanders                | I Wander                         | 31 agosto 2015    | 11 febbraio 2016 |
| 7  | The Axe                    | Il licenziamento                 | 31 agosto 2015    | 11 febbraio 2016 |
| 8  | The Loose Screw            | La vite allentata                | 28 settembre 2015 | 12 febbraio 2016 |
| 9  | The It                     | Acchiapparello                   | 28 settembre 2015 | 12 febbraio 2016 |
| 10 | The Cool Guy               | Grande                           | 5 ottobre 2015    | 15 febbraio 2016 |
| 11 | The Catastrophe            | La catastrofe                    | 5 ottobre 2015    | 15 febbraio 2016 |
| 12 | The Rager                  | L'imbroglio                      | 19 ottobre 2015   | 16 febbraio 2016 |
| 13 | The Good Bad Guy           | Il potere dell'ottimismo         | 19 ottobre 2015   | 16 febbraio 2016 |
| 14 | The Battle Royale          | Lotta ad eliminazione            | 26 ottobre 2015   | 17 febbraio 2016 |
| 15 | The Matchmaker             | Il combina-cuori                 | 9 novembre 2015   | 18 febbraio 2016 |
| 16 | The New Toy                | Il nuovo giocattolo              | 9 novembre 2015   | 18 febbraio 2016 |
| 17 | The Black Cube             | Il cubo nero                     | 16 novembre 2015  | 19 febbraio 2016 |
| 18 | The Eye on the Skullship   | L'occhio sul Teschio Volante     | 16 novembre 2015  | 19 febbraio 2016 |
| 19 | The Secret Planet          | Il pianeta segreto               | 25 gennaio 2016   | 21 novembre 2016 |
| 20 | The Bad Hatter             | Il cappellaio malvagio           | 25 gennaio 2016   | 21 novembre 2016 |
| 21 | The Hole...Lotta Nuthin    | Il buco nero                     | 1 febbraio 2016   | 22 novembre 2016 |
| 22 | The Show Stopper           | Lo strappa-applausi              | 1 febbraio 2016   | 22 novembre 2016 |
| 23 | The Cartoon                | Il cartone animato               | 8 febbraio 2016   | 23 novembre 2016 |
| 24 | The Bot                    | Bot 13                           | 8 febbraio 2016   | 23 novembre 2016 |
| 25 | The Family Reunion         | La riunione di famiglia          | 22 febbraio 2016  | 24 novembre 2016 |
| 26 | The Rival                  | Il rivale                        | 22 febbraio 2016  | 24 novembre 2016 |
| 27 | My Fair Hatey              | Lord Terror innamorato           | 29 febbraio 2016  | 25 novembre 2016 |
| 28 | The Legend                 | La leggenda                      | 7 marzo 2016      | 28 novembre 2016 |
| 29 | The Bad Neighbors          | Cattivi vicini                   | 7 marzo 2016      | 28 novembre 2016 |
| 30 | The Party Poopers          | Popò-party                       | 4 aprile 2016     | 29 novembre 2016 |
| 31 | The Waste of Time          | Perdita di tempo                 | 11 aprile 2016    | 29 novembre 2016 |
| 32 | The Hot Shot               | Lo straniero misterioso          | 30 maggio 2016    | 30 novembre 2016 |
| 33 | The Night Out              | Amiche per una notte             | 30 maggio 2016    | 30 novembre 2016 |
| 34 | The Search for Captain Tim | Alla ricerca di capitan Tim      | 6 giugno 2016     | 1 dicembre 2016  |
| 35 | The Heebie Jeebies         | I brividi                        | 6 giugno 2016     | 1 dicembre 2016  |
| 36 | The Sick Day               | Malato per un giorno             | 13 giugno 2016    | 2 dicembre 2016  |
| 37 | The Sky Guy                | Un nuovo mondo                   | 13 giugno 2016    | 2 dicembre 2016  |
| 38 | The Robomechabotatron      | Robomeccabotatron                | 20 giugno 2016    | 6 dicembre 2016  |
| 39 | The Flower                 | Il fiore                         | 20 giugno 2016    | 6 dicembre 2016  |
| 40 | The End of the Galaxy      | Fine della galassia              | 27 giugno 2016    | 7 dicembre 2016  |